# Dendropsophus gryllatus
Dendropsophus gryllatus és una espècie de granota que viu a l'Equador.
Està amenaçada d'extinció per la pèrdua del seu hàbitat natural.